# Виторе Карпачо
Виторе Карпачо (на италиански: Vittore Carpaccio) е италиански художник.

## Биография
Роден е около 1465 година във Венеция в семейството на търговец на кожи. Ученик на Джентиле Белини, той става един от видните представители на Венецианската школа, като най-известен е цикълът му от 9 картини, известен като „Легендата на света Урсула“. Стилът му е относително консервативен, слабо повлиян от хуманистичната мода, която по това време трансформира италианската живопис. Повлиян е по-скоро от стила на Антонело да Месина и фламандските примитивисти.
Виторе Карпачо умира през 1526 година във Венеция.

## Творби
- Портрет на венециански аристократ, ок. 1510. Музей „Нортън Симон“, Пасадена, Калифорния, САЩ
- Портрет на младеж с червена шапка, между 1490 и 1495. Музей Корер, Венеция
- Рождество Богородично, между 1504 и 1508. Академия Карара, Бергамо
- Бягството в Египет, 1500. Национална художествена галерия, Вашингтон
- Сражението на Свети Георги с дракона, 1502. Скуола ди Сан Джорджо дели Скявони, Венеция
- Видението на свети Августин, първото десетилетие на 16. век. Скуола ди Сан Джорджо дели Скявони, Венеция
- Млад рицар на фона на пейзаж, 1510. Музей Тисен-Борнемиса, Мадрид
- Риболов в лагуната и две венециански дами, ок. 1490. Музей Корер, Венеция
- Разпятието и апотеозът на десетте хиляди мъченици от планината Арарат, 1516. Галерия дел'Академия, Венеция
- Христос сред ангелите с инструментите на Страстите, 1496. Градски музеи и исторически и художествени галерии, Удине
- Размишления за Страстите Христови, ок. 1490. Музей на изкуството „Метрополитън“, Ню Йорк
- Мъртвият Христос, ок. 1520. Берлинска картинна галерия
- Пристигане на английските посланици в двора на краля на Бретан, 1495. Галерия дел'Академия, Венеция